# Алопеус, Фёдор Давидович
Граф Фёдор Давидович Алопеус (швед. Fredrik Alopaeus; около 1810 — 20 апреля (2 мая) 1862) — одесский градоначальник (1856—1857), генерал-майор, действительный статский советник.

## Биография
Родился около 1810 года — сын российского посланника в Берлине Д. М. Алопеуса и баронессы Ж. И. Венкстерн.
В 1829 году был выпущен из Царскосельского лицея «офицером молодой гвардии». Участник польской кампании 1830 года. В 1834 году поручик Лейб-гвардии Гусарского полка.
В 1837 году высочайше утверждённым решением военного суда за «неприличное поведение» переведён тем же чином из гвардии в 7-й Кавказский линейный батальон. В 1840 году был награждён золотым оружием. В 1841 году возвращён в лейб-гвардии Гусарский полк штаб-ротмистром; в 1843 году произведён в ротмистры.
Флигель-адъютант герцога Максимилиана Лейхтенбергского. С 1847 года — полковник. 23 октября 1852 года пожалован свитским званием флигель-адъютанта.
Участник Крымской войны.  Состоял при главнокомандующем Южной армией и силами в Крыму М. Д. Горчакове; 8 сентября 1855 года был произведён в генерал-майоры; 26 ноября 1855 года награждён орденом Святого Георгия 4-й степени (№ 9642).
В 1856—1857 годах был градоначальником Одессы. В 1857 году был пожалован чином действительного статского советника и придворным званием «в должности шталмейстера».
Умер в Одессе 20 апреля (2 мая) 1862 года. Был похоронен на 1-м Христианском кладбище Одессы (ныне — Преображенский парк).

По словам Э. С. Андреевского, 
Фёденька Алопеус был мало примечательной личностью, который любил хвастаться своим родом и происхождением от умных людей. Трудно было представить человека более ограниченного и менее знающего все дела вообще и в особенности дела управления.

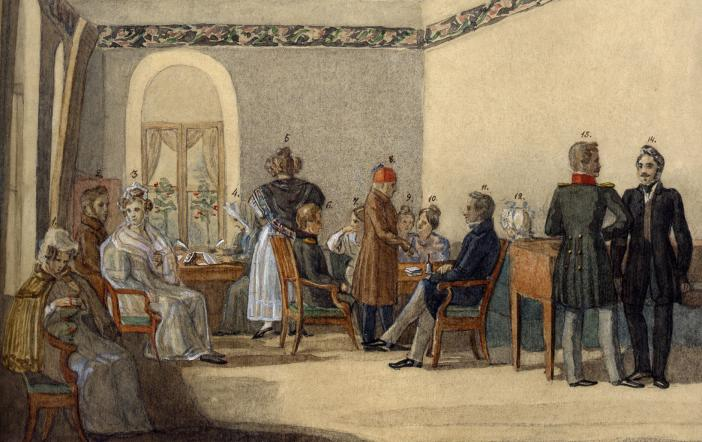
Ф. Г. Солнцев. «Гостиная в Приютине», 26 мая 1834 года. Офицер, крайний справа — Ф. Д. Алопеус.

## Награды
Российской империи:
- Орден Святой Анны 4-й степени «за храбрость» (1831)
- Знак отличия за военное достоинство 4-й степени (1831)
- Золотая полусабля «За храбрость» (1840)
- Орден Святого Станислава 3-й степени (1844)
- Орден Святой Анны 2-й степени (1848); императорская корона к ордену (1849)
- Орден Святого Владимира 3-й степени (1854)
- Орден Святого Георгия 4-й степени за 25 лет выслуги в офицерских чинах (№ 9642; 26 ноября 1855)

Иностранных государств:
- Орден Людвига 1-й степени (1847, великое герцогство Гессен)[8]

## Семья
Был женат на баронеcсе Александре Петровне Фредерикс (1815—10.03.1901), фрейлине двора (1833), дочери барона П. А. Фредерикса. Благотворительница, состояла попечительницей Александровского детского приюта в Одессе. Умерла без потомства в Одессе, похоронена там же на Старом кладбище.

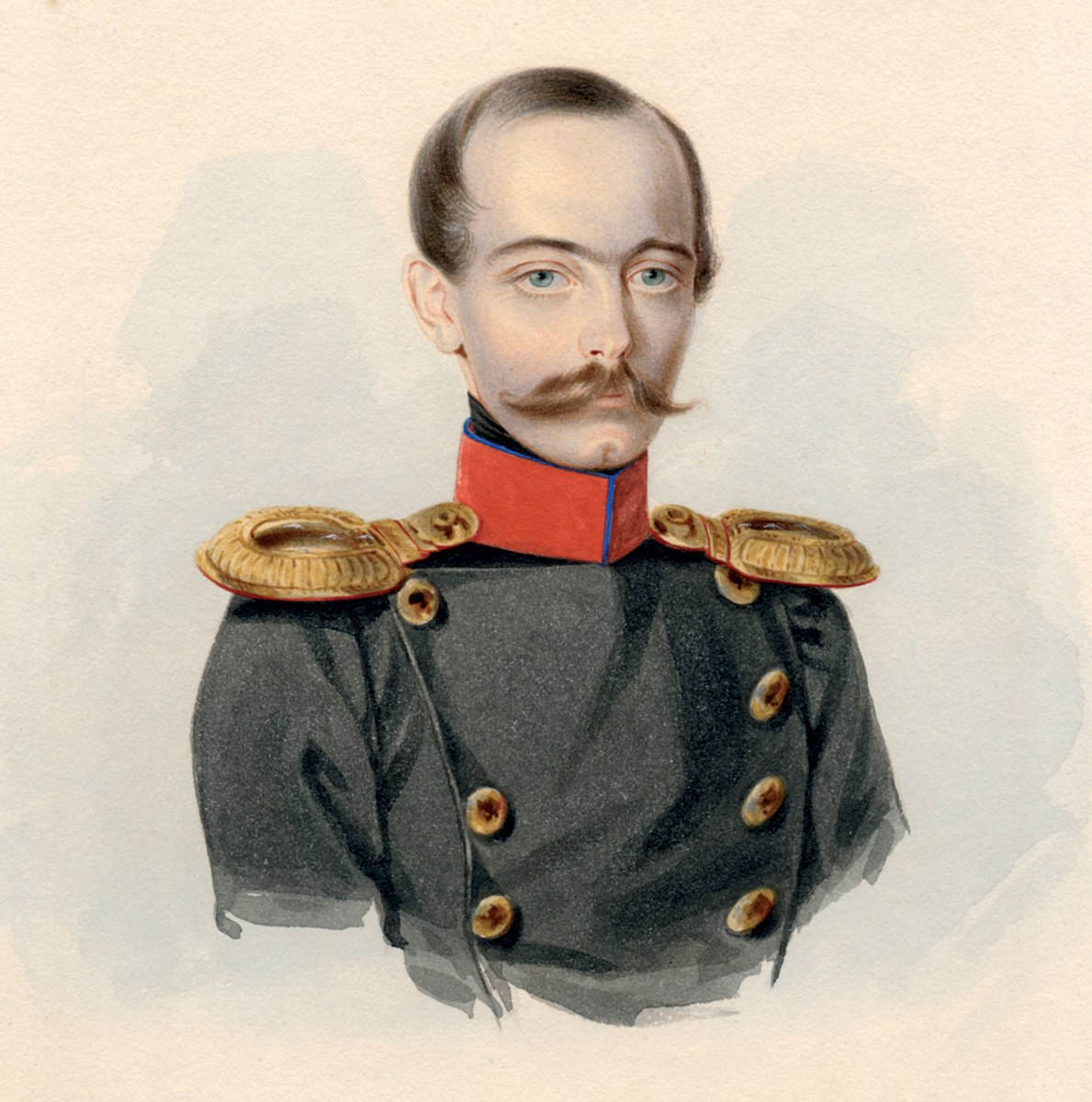
Фёдор Давидович Алопеус, рисунок А. И. Клюндера 1840-х гг.
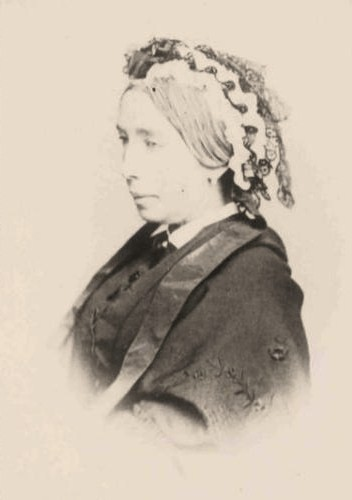
Александра Петровна Фредерикс фото 1860-х гг.